# 貝萊茲山
貝萊茲山（英語：Mount Belecz），是南極洲的山峰，位於阿蒙森海岸，處於露絲加德山東北面11公里，海拔高度2,120米，屬於毛德王后山脈中夸爾斯山脈的一部分，現時由南極條約體系管理。